# A Teoria Geral do Emprego, do Juro e da Moeda
A Teoria Geral do Emprego, do Juro e da Moeda é um livro de autoria do economista britânico John Maynard Keynes, publicado pela primeira vez em fevereiro de 1936. É considerado uma das mais importantes obras de literatura econômica, tendo lançado as bases conceituais da macroeconomia. Além do aspecto de incrementar o nascente estudo da macroeconomia, o livro também desafia conceitos tradicionais da Economia clássica, como a visão a longo prazo dos ciclos econômicos e o valor da política monetária e da política fiscal.

## Antecedentes
A obra anterior de Keynes pavimentou o caminho para A Teoria Geral. Keynes e outros economistas de Cambridge desenvolveram a equação de Cambridge, um precursor do conceito de preferência pela liquidez que era um elemento fundamental para a teoria de Keynes. Um Tratado da Probabilidade de Keynes investigava a natureza da incerteza. As ideias de Keynes sobre o processo de decisão econômica e a hesitação em investimentos sob situações de incerteza em A Teoria Geral  podem ser traçados diretamente a esse Tratado.
Apesar de A Teoria Geral ter sido escrita durante a Grande Depressão e usada por muitos para justificar a assunção por parte do governo da responsabilidade pela obtenção e manutenção do pleno emprego, ela era em sua maior parte uma obra altamente abstrata e de jeito nenhum um tratado sobre política. O seu completo significado e significância continuam a ser debatidos ainda hoje.
Como um livro, seu estilo difere dos textos econômicos modernos do mainstream pois seus conceitos são expressos quase que inteiramente em prosa com pouca modelagem matemática explícita, seguindo a prática de Alfred Marshall e seus outros sucessores de Cambridge, Inglaterra, na década de 1930. Essa abordagem não é acidental nem deficiente, visto que Keynes (um matemático por treinamento) critica o uso da matemática na economia para esconder argumentos fracos por trás de notações matemáticas. O livro é animado por algumas passagens retóricas brilhantes, incluindo a descrição do mercado de ações no capítulo 12 e o capítulo de conclusão 24, sobre as implicações políticas que Keynes derivou de sua teoria.

## Resumo
O argumento central de A Teoria Geral é que o nível de emprego é determinado não pelos preços do trabalho como na economia neoclássica, mas pelos gastos em dinheiro (demanda agregada). Ele argumenta que é errado assumir que mercados competitivos irão, no longo prazo, levar ao pleno emprego ou que o pleno emprego é o estado de equilíbrio natural de uma economia monetária. Pelo contrário, sub-emprego e sub-investimento são provavelmente um estado natural a menos que medidas ativas sejam tomadas. Uma implicação de A Grande Teoria é que a falta de competição não é o problema fundamental e que medidas para reduzir o desemprego pelo corte de salários não são apenas insensíveis mas também ineficazes.

## Prefácio
Keynes escreveu quatro prefácios, para as edições em inglês, alemão, japonês e francês, cada um com uma ênfase levemente diferente.
No prefácio inglês, ele dedica o livro aos seus colegas economistas, embora mencione que ele espera que será útil para as outras pessoas que o lerem. Ele também afirma que a conexão entre este livro e o seu Tratado sobre o Dinheiro, escrito cinco anos antes, provavelmente será mais claro para ele do que para qualquer outra pessoa, e que qualquer contradição deveria ser vista como uma evolução do pensamento.

### Livro I: Introdução
O primeiro livro introduziu o que Keynes afirmava que seria um livro que mudaria o jeito que o mundo pensa.
- Capítulo 1: A Teoria Geral (apenas metade de uma página) consiste simplesmente desta afirmação radical:

 "Chamei este livro de 'A Teoria Geral do Emprego, do Juro e da Moeda', colocando a ênfase no prefixo geral. O objeto de tal título é contrastar o caráter de meus argumentos e conclusões com os da teoria clássica do assunto, sobre a qual fui educado e que domina o pensamento econômico, tanto prático como teórico, do governo e aulas acadêmicas desta geração, já há mais de cem anos. Vou argumentar que os postulados da teoria clássica são aplicáveis a apenas um caso especial e não para o caso geral, a situação que ela assume ser um ponto de limite das posições possíveis de equilíbrio. Além disso, as características do caso especial assumidas pela teoria clássica não são os da sociedade econômica em que realmente vivemos, com o resultado de que seu ensino é enganoso e desastroso se tentarmos aplicá-lo aos fatos da experiência. "(p. 3) 
- Capítulo 2: Os Postulados da Economia Clássica[4]
- Capítulo 3: O Princípio da Demanda Efetiva

### Livro II: Definições e Ideias
- Capítulo 4: A Escolha de Unidades
- Capítulo 5: Expectativa Quanto ao Produto Determinante e Emprego
- Capítulo 6: A Definição de Renda, Poupança e Investimento
- Capítulo 7: O Significado de Poupança e Investimento Mais Considerados

### Livro III: A Propensão ao Consumo
O Livro III busca cobrir o que faz as pessoas consumirem e, portanto, estimula a atividade econômica. Em uma depressão, o governo, ele argumenta, necessita iniciar o motor da economia fazendo o que for necessário.
- Capítulo 8: A Propensão ao Consumo: I. Os Fatores Objetivos
- Capítulo 9: A Propensão ao Consumo: II. Os Fatores Subjetivos
- Capítulo 10: A Propensão Marginal ao Consumo e o Multiplicador

### Livro IV: A Indução ao Investimento
A eficiência marginal do capital é a relação entre o rendimento esperado de um investimento e seu preço de oferta ou custo de reposição. Podemos dizer ainda que a eficiência marginal do capital é o que o investidor relaciona do rendimento ou resultados esperados de um investimento e o seu preço de oferta ou custo de reposição. A decisão de fazer tal investimento sempre parte da perspectiva de que o rendimento previsto sempre será superior a taxa de juros, ao contrário não é eficiente. Keynes afirma na página 135: "Eu defino a eficiência marginal do capital como sendo igual àquela taxa de desconto que faria o valor presente de uma série de anualidades dadas pelos retornos esperados do ativo capital durante sua vida igual ao seu preço de oferta."
- Capítulo 11: A Eficiência Marginal do Capital
- Capítulo 12: O Estado da Expectativa de Longo Prazo
- Capítulo 13: A Teoria Geral da Taxa de Juros
- Capítulo 14: A Teoria Clássica da Taxa de Juros
- Capítulo 15: Os Incentivos Psicológicos e Empresariais para a Liquidez
- Capítulo 16: Observações Diversas Sobre a Natureza do Capital
- Capítulo 17: As Propriedades Essenciais dos Juros e do Dinheiro
- Capítulo 18: Novo Enunciado da Teoria Geral do Emprego

### Livro V: Salários Nominais e Preços
Esse livro foca em várias teorias sobre desemprego, incluindo a de Arthur Pigou.
- Capítulo 19: Variações nos Salários Nominais

Neste capítulo Keynes demonstra que com taxas de juros de curto prazo perto de zero, menores salários para todos os trabalhadores (em comparação com menores salários para um grupo específico de trabalhadores) não irá levar a mais emprego. Ele visava rebater o argumento de que nas depressões era necessário cortar salários para fazer as pessoas contratarem trabalho novamente.
- Capítulo 20: A Função de Emprego
- Capítulo 21: A Teoria dos Preços

### Livro VI: Breves Notas Sugeridas pela Teoria Geral
- Capítulo 22: Notas sobre o Ciclo Econômico
- Capítulo 23: Notas Sobre o Mercantilismo, as Leis Contra a Usura, o Dinheiro Carimbado e as Teorias do Sub-consumo
- Capítulo 24: Notas Finais Sobre a Filosofia Social a que Poderia Levar a Teoria Geral

## Recepção
Keynes não definiu um programa político detalhado em A Teoria Geral, mas ele colocou, na prática, uma grande ênfase na redução das taxas de juros de longo prazo e a reforma do sistema monetário internacional como medidas estruturais necessárias para encorajar o investimento e consumo do setor privado.

### Críticas
Desde o início houve muita controvérsia sobre o que Keynes queria dizer. As primeiras críticas foram muito rígidas.
O sucesso do que passou a ser conhecido como economia keynesiana 'síntese neoclássica' devia muito aos economistas da Harvard, Alvin Hansen, e do MIT, Paul Samuelson, bem como ao economista da Oxford Sir John Hicks. Hansen e Samuelson ofereceram uma explicação lúcida da teoria da demanda agregada de Keynes com seu elegante diagrama de cruz keynesiana de 45 graus, enquanto Hicks criou o diagrama IS/LM. Ambos os diagramas podem ainda ser vistos nos livros-texto.
Assim como a recepção de A Teoria Geral foi encorajada pela experiência de desemprego em massa da década de 1930, sua queda em desgraça foi associada com a 'estagflação' da década de 1970. Embora poucos economistas modernos não concordem com a necessidade de pelo menos um pouco de intervenção, políticas como flexibilidade do mercado de trabalho são sustentadas pela noção neoclássica de equilíbrio de longo prazo. Apesar de Keynes explicitamente abordar a inflação, A Teoria Geral não a trata como um fenômeno essencialmente monetário nem sugere que o controle da oferta monetária ou taxas de juros é a chave para remediar a inflação. Isso entra em conflito com a teoria neoclássica e com a experiência dos decisores políticos pragmáticos. Além disso, a principal prescrição keynesiana para a inflação, congelamento de preços, perdeu sua credibilidade.

### Apoio
Muitas das inovações introduzidas pela Teoria Geral continuam a ser ser fundamentais para a macroeconomia moderna. Por exemplo, a ideia de que as recessões refletem demandas agregadas inadequadas e que a Lei de Say (na formulação de Keynes, "que toda oferta gera sua própria demanda") não se sustentam em uma economia monetária. O Presidente Richard Nixon disse em 1971 (ironicamente, pouco antes de a economia keynesiana sair de moda) que "Somos todos keynesianos", uma frase frequentemente repetida pelo prêmio Nobel Paul Krugman. No entanto, começando com Axel Leijonhufvud, essa visão da economia keynesiana passou a ser desafiada e agora é dividida em dois campos principais.
O novo consenso da maioria, encontrado na maioria dos atuais livros-texto e ensinado em todas as universidades, é a nova economia keynesiana, que aceita o conceito neoclássico de equilíbrio de longo prazo, mas também permite um papel para a demanda agregada no curto prazo. Os novos economistas keynesianos orgulham-se por fornecerem fundações microeconômicas para os preços e salários fixos assumidos pelos antigos economistas keynesianos. Eles não consideram A Teoria Geral útil para mais pesquisas. A visão da minoria é representada pelos economistas pós-keynesianos, que aceitam a crítica fundamental de Keynes do conceito neoclássico de equilíbrio de longo prazo, sendo que alguns deles pensam que A Teoria Geral tem ainda de ser entendida e mais aprofundada.
Em 2011, o livro entrou na lista da Time dos 100 melhores livros de não ficção escritos em inglês desde 1923.

## Introdução deA Teoria Geral
A primeira tentativa de escrever um guia para estudantes foi de Robinson (1937) e a que obteve mais sucesso (por números vendidos) foi de Hansen (1953).Ambos são bem acessíveis mas aderem à escola economia keynesiana da época. Uma tentativa pós-keynesiana mais recente, voltada principalmente para estudantes da graduação e avançados, e haes (2006). Paul Krugman (um novo keynesiano) escreveu uma introdução para a edição de 2007 da Palgrave Macmillan de A Teoria Geral.